# Bjarni Benediktsson (ur. 1970)
Bjarni Benediktsson (ur. 26 stycznia 1970 w Reykjavíku) – islandzki polityk i prawnik, parlamentarzysta, od 2009 do 2025 przewodniczący Partii Niepodległości, minister finansów i gospodarki (2013–2017, 2017–2023), minister spraw zagranicznych (2023–2024), premier Islandii w 2017 oraz w 2024.

## Życiorys
W 1989 ukończył szkołę średnią w Reykjavíku, a w 1995 studia prawnicze na Uniwersytecie Islandzkim. Pracował jako urzędnik i doradca prawny, w 1998 zdał egzamin zawodowy, podejmując w 1999 praktykę w firmie prawniczej.
W 2003 został po raz pierwszy wybrany na posła do Althingu z ramienia Partii Niepodległości, reprezentując okręg południowo-zachodni. W wyborach w 2007, 2009, 2013, 2016, 2017, 2021 i 2024 z powodzeniem ubiegał się o reelekcję. Był m.in. przedstawicielem Islandii w Zgromadzeniu Parlamentarnym Unii Zachodnioeuropejskiej, przewodniczącym parlamentarnej komisji spraw ogólnych oraz komisji spraw zagranicznych.
Bjarni Benediktsson 29 marca 2009, w czasie kongresu Partii Niepodległości, został wybrany na jej nowego przewodniczącego, otrzymując 58% głosów poparcia. Zastąpił na stanowisku byłego premiera Geira Haardego. 23 maja 2013 objął stanowisko ministra finansów i gospodarki w rządzie Sigmundura Davíða Gunnlaugssona, pozostając na tej funkcji również w gabinecie Sigurðura Ingiego Jóhannssona.
Kierowana przez niego Partia Niepodległości zwyciężyła w wyborach w 2016. W listopadzie tegoż roku Bjarni Benediktsson otrzymał misję utworzenia rządu, która się nie powiodła. Ostatecznie jednak Partia Niepodległości porozumiała się z partią Viðreisn i Świetlaną Przyszłością, powołując koalicję rządową. 11 stycznia 2017 Bjarni Benediktsson objął urząd premiera Islandii.
We wrześniu 2017 Świetlana Przyszłość wystąpiła z koalicji, co skutkowało rozpisaniem przedterminowych wyborów. Kierowana przez niego Partia Niepodległości uzyskała w nich największe poparcie, tracąc przy tym kilka mandatów poselskich. Po kilku tygodniach negocjacji jego Partia Niepodległości zakończyła negocjacje koalicyjne z ugrupowaniem Partią Postępu i Ruch Zieloni-Lewica. 30 listopada nowym premierem została liderka ostatniej z tych partii Katrín Jakobsdóttir, a Bjarni Benediktsson objął w jej gabinecie urząd ministra finansów i gospodarki. Pozostał na tym stanowisku również w utworzonym w listopadzie 2021 drugim rządzie dotychczasowej premier. W październiku 2023 w tym samym gabinecie przeszedł na stanowisko ministra spraw zagranicznych.
9 kwietnia 2024, po rezygnacji Katrín Jakobsdóttir, ponownie objął stanowisko premiera. W połowie października 2024 ogłosił dymisję swojego rządu. W tym samym miesiącu po odejściu z gabinetu przedstawicieli Ruchu Zieloni-Lewica objął dodatkowo stanowiska ministra spraw społecznych i pracy oraz ministra żywności. W następstwie rozpadu koalicji, na 30 listopada zostały zarządzone przedterminowe wybory parlamentarne. Kolejny gabinet został utworzony przez koalicję Sojuszu, Partii Ludowej i Viðreisn; 21 grudnia Bjarni Benediktsson zakończył urzędowanie na stanowiskach rządowych.
W 2025 złożył mandat poselski. W marcu tegoż roku na funkcji przewodniczącego partii zastąpiła go Guðrún Hafsteinsdóttir.